# گمینا کشنژپول
گمینا کشنژپول (به لهستانی:  Gmina Księżpol) یک گمینا در لهستان است که در شهرستان بیوگورای واقع شده‌است. گمینا کشنژپول ۱۴۱٫۲۸ کیلومتر مربع مساحت و ۶٬۸۰۴ نفر جمعیت دارد.